# Copa Asiática 1980
La VII Copa Asiática (en árabe: 1980 كأس آسيا‎) de fútbol se llevó a cabo entre el 15 y el 30 de septiembre de 1980 en Kuwait. El torneo fue organizado por la Confederación Asiática de Fútbol.

## Sedes
| Kuwait City | Kuwait City            |
| ----------- | ---------------------- |
| Kuwait City | Sabah Al-Salem Stadium |
| Kuwait City | Capacidad: 28,000      |
| Kuwait City |                        |

## Equipos participantes
En cursiva, los equipos debutantes.
| Equipos participantes | Equipos participantes | Equipos participantes  | Equipos participantes | Equipos participantes |
| --------------------- | --------------------- | ---------------------- | --------------------- | --------------------- |
| Bangladesh            | China                 | Corea del Sur          | Irán                  | Malasia               |
| Catar                 | Corea del Norte       | Emiratos Árabes Unidos | Kuwait                | Siria                 |

## Resultados

### Primera fase

#### Grupo A
| Equipo          | Pts. | PJ | PG | PE | PP | GF | GC | Dif |
| --------------- | ---- | -- | -- | -- | -- | -- | -- | --- |
| Irán            | 6    | 4  | 2  | 2  | 0  | 12 | 4  | +8  |
| Corea del Norte | 6    | 4  | 3  | 0  | 1  | 9  | 7  | +2  |
| Siria           | 5    | 4  | 2  | 1  | 1  | 3  | 2  | +1  |
| China           | 3    | 4  | 1  | 1  | 2  | 9  | 5  | +4  |
| Bangladés       | 0    | 4  | 0  | 0  | 4  | 2  | 17 | -15 |

| 16 de septiembre de 1980 | Corea del Norte                         | 3:2 (2:0) | Bangladés                          | Estadio Sabah Al Salem, Kuwait                         |                                                        |
|                          | Choi Jae-pil 44' 45' · Kim Jong-man 88' |           | Salahuddin 60' (pen.) · Chunnu 90' | Asistencia: 5.000 espectadores Árbitro(s): Desconocido | Asistencia: 5.000 espectadores Árbitro(s): Desconocido |

| 17 de septiembre de 1980 | Irán | 0:0 | Siria | Estadio Sabah Al Salem, Kuwait                          |  |
|                          |      |     |       | Asistencia: 15.000 espectadores Árbitro(s): Desconocido |  |

| 18 de septiembre de 1980 | Corea del Norte                      | 2:1 (1:1) | China       | Estadio Sabah Al Salem, Kuwait |                         |
|                          | Kim Bok-Man 20' · Hwang Sang-hoi 67' |           | Li Fubao 7' | Árbitro(s): Desconocido        | Árbitro(s): Desconocido |

| 19 de septiembre de 1980 | Siria     | 1:0 (1:0) | Bangladés | Estadio Sabah Al Salem, Kuwait |                         |
|                          | Keshek 7' |           |           | Árbitro(s): Desconocido        | Árbitro(s): Desconocido |

| 20 de septiembre de 1980 | China                               | 2:2 (0:1) | Irán                     | Estadio Sabah Al Salem, Kuwait                          |                                                         |
|                          | Chen Jingang 75' · Chi Shangbin 90' |           | Aldosti 35' · Fariba 56' | Asistencia: 10.000 espectadores Árbitro(s): Desconocido | Asistencia: 10.000 espectadores Árbitro(s): Desconocido |

| 22 de septiembre de 1980 | Irán                                                      | 7:0 (4:0) | Bangladés | Estadio Sabah Al Salem, Kuwait                         |                                                        |
|                          | Fariba 11' 37' 80' 82' · Rowshan 21' · Barzaghari 32' 87' |           |           | Asistencia: 2.000 espectadores Árbitro(s): Desconocido | Asistencia: 2.000 espectadores Árbitro(s): Desconocido |

| 23 de septiembre de 1980 | China | 0:1 (0:0) | Siria      | Estadio Sabah Al Salem, Kuwait |                         |
|                          |       |           | Kishek 89' | Árbitro(s): Desconocido        | Árbitro(s): Desconocido |

| 24 de septiembre de 1980 | Irán                                       | 3:2 (1:0) | Corea del Norte                       | Estadio Sabah Al Salem, Kuwait                                              |                                                                             |
|                          | Alidosti 28' · Danaeifard 56' · Fariba 59' |           | Hwang Sang-Hoi 68' · Pak Jong-Hun 73' | Asistencia: 4.000 espectadores Árbitro(s): Enrique Mendoza Guillén (México) | Asistencia: 4.000 espectadores Árbitro(s): Enrique Mendoza Guillén (México) |

| 25 de septiembre de 1980 | China                                             | 6:0 (4:0) | Bangladés | Estadio Sabah Al Salem, Kuwait |                         |
|                          | Shen Xiangfu 16' 24' 77' · Xu Yonglai 32' 86' 89' |           |           | Árbitro(s): Desconocido        | Árbitro(s): Desconocido |

| 26 de septiembre de 1980 | Corea del Norte                    | 2:1 (1:0) | Siria        | Estadio Sabah Al Salem, Kuwait |                         |
|                          | Kim Gwan-Mo 26' · Kim Gwang-Un 71' |           | Suleiman 64' | Árbitro(s): Desconocido        | Árbitro(s): Desconocido |

#### Grupo B
| Equipo                 | Pts. | PJ | PG | PE | PP | GF | GC | Dif |
| ---------------------- | ---- | -- | -- | -- | -- | -- | -- | --- |
| Corea del Sur          | 7    | 4  | 3  | 1  | 0  | 10 | 2  | +8  |
| Kuwait                 | 5    | 4  | 2  | 1  | 1  | 8  | 5  | +3  |
| Malasia                | 4    | 4  | 1  | 2  | 1  | 5  | 5  | 0   |
| Catar                  | 3    | 4  | 1  | 1  | 2  | 3  | 8  | -5  |
| Emiratos Árabes Unidos | 1    | 4  | 0  | 1  | 3  | 3  | 9  | -6  |

| 15 de septiembre de 1980 | Kuwait       | 1:1 (1:1) | UAE        | Estadio Sabah Al Salem, Kuwait |                         |
|                          | Al-Houti 18' |           | Shombi 40' | Árbitro(s): Desconocido        | Árbitro(s): Desconocido |

| 16 de septiembre de 1980 | Corea del Sur    | 1:1 (0:0) | Malasia | Estadio Sabah Al Salem, Kuwait                         |                                                        |
|                          | Choi Soon-Ho 68' |           | Ali 90' | Asistencia: 5.000 espectadores Árbitro(s): Desconocido | Asistencia: 5.000 espectadores Árbitro(s): Desconocido |

| 17 de septiembre de 1980 | Catar          | 2:1 (0:0) | UAE      | Estadio Sabah Al Salem, Kuwait                          |                                                         |
|                          | Muftah 50' 60' |           | Al-Hajri | Asistencia: 15.000 espectadores Árbitro(s): Desconocido | Asistencia: 15.000 espectadores Árbitro(s): Desconocido |

| 18 de septiembre de 1980 | Kuwait                                    | 3:1 (1:1) | Malasia      | Estadio Sabah Al Salem, Kuwait |                         |
|                          | Kameel 20' · Yaqoub 53' (pen.) 77' (pen.) |           | Zulkifli 44' | Árbitro(s): Desconocido        | Árbitro(s): Desconocido |

| 19 de septiembre de 1980 | Corea del Sur                     | 2:0 (2:0) | Catar | Estadio Sabah Al Salem, Kuwait |                         |
|                          | Lee Jung-Il 4' · Choi Soon-Ho 21' |           |       | Árbitro(s): Desconocido        | Árbitro(s): Desconocido |

| 20 de septiembre de 1980 | Malasia               | 2:0 (1:0) | UAE | Estadio Sabah Al Salem, Kuwait                          |                                                         |
|                          | Alif 32' · Bahari 89' |           |     | Asistencia: 10.000 espectadores Árbitro(s): Desconocido | Asistencia: 10.000 espectadores Árbitro(s): Desconocido |

| 21 de septiembre de 1980 | Corea del Sur                              | 3:0 (0:0) | Kuwait | Estadio Sabah Al Salem, Kuwait                          |                                                         |
|                          | Hwang Seok-Geun 49' · Choi Soon-Ho 72' 79' |           |        | Asistencia: 15.000 espectadores Árbitro(s): Desconocido | Asistencia: 15.000 espectadores Árbitro(s): Desconocido |

| 23 de septiembre de 1980 | Malasia     | 1:1 (0:0) | Catar             | Estadio Sabah Al Salem, Kuwait |  |
|                          | Tukamin 77' |           | Salleh 52' (a.g.) |                                |  |

| 24 de septiembre de 1980 | Corea del Sur                                       | 4:1 (1:0) | UAE        | Estadio Sabah Al Salem, Kuwait                         |                                                        |
|                          | Choi Soon-Ho 26' 53' 78' (pen.) · Chung Hae-Won 84' |           | Shombi 79' | Asistencia: 4.000 espectadores Árbitro(s): Desconocido | Asistencia: 4.000 espectadores Árbitro(s): Desconocido |

| 25 de septiembre de 1980 | Kuwait                              | 4:0 (1:0) | Catar | Estadio Sabah Al Salem, Kuwait |                         |
|                          | Al-Dakhil · Jasem Yacob · Al-Anberi |           |       | Árbitro(s): Desconocido        | Árbitro(s): Desconocido |

### Segunda fase
|  | Semifinales              | Semifinales              |   |                          | Final                    | Final |  |
|  |                          |                          |   |                          |                          |       |  |
|  |                          |                          |   |                          |                          |       |  |
|  | Kuwait, 28 de septiembre |                          |   |                          |                          |       |  |
|  | Irán                     | 1                        |   |                          |                          |       |  |
|  | Kuwait                   | 2                        |   |                          |                          |       |  |
|  |                          |                          |   |                          |                          |       |  |
|  |                          |                          |   |                          | Kuwait, 30 de septiembre |       |  |
|  |                          |                          |   |                          | Kuwait                   | 3     |  |
|  |                          | Corea del Sur            | 0 |                          |                          |       |  |
|  |                          |                          |   |                          |                          |       |  |
|  |                          |                          |   |                          |                          |       |  |
|  |                          |                          |   |                          | Tercer lugar             |       |  |
|  | Kuwait, 28 de septiembre | Kuwait, 28 de septiembre |   | Kuwait, 29 de septiembre | Kuwait, 29 de septiembre |       |  |
|  | Corea del Sur            | 2                        |   | Irán                     | 3                        |       |  |
|  | Corea del Norte          | 1                        |   |                          | Corea del Norte          | 0     |  |

#### Semifinales
| 28 de septiembre de 1980 | Irán       | 1:2 (0:0) | Kuwait                          | Estadio Sabah Al Salem, Ciudad de Kuwait                       |                                                                |
|                          | Faraki 90' |           | Jasem Yacob 63' · Al-Dakhil 85' | Asistencia: 20.000 espectadores Árbitro(s): Kok Lee (Singapur) | Asistencia: 20.000 espectadores Árbitro(s): Kok Lee (Singapur) |

| 28 de septiembre de 1980 | Corea del Sur           | 2:1 (0:1) | Corea del Norte          | Estadio Sabah Al Salem, Ciudad de Kuwait                           |                                                                    |
|                          | Chung Hae-Won 80'、 89' |           | Park Jong-Hon 19' (pen.) | Asistencia: 20.000 espectadores Árbitro(s): Toshikazu Sano (Japón) | Asistencia: 20.000 espectadores Árbitro(s): Toshikazu Sano (Japón) |

#### Tercer Puesto
| 29 de septiembre de 1980 | Irán                          | 3:0 (0:0) | Corea del Norte | Estadio Sabah Al Salem, Ciudad de Kuwait                                     |                                                                              |
|                          | Fariba 49' · Faraki 66'、 76' |           |                 | Asistencia: 10.000 espectadores Árbitro(s): Enrique Mendoza Guillén (México) | Asistencia: 10.000 espectadores Árbitro(s): Enrique Mendoza Guillén (México) |

#### Final
| 30 de septiembre de 1980 | Kuwait                         | 3:0 (2:0) | Corea del Sur | Estadio Sabah Al Salem, Ciudad de Kuwait |                                 |
|                          | Al-Houti 7' · Faraki 30'、 67' |           |               | Asistencia: 25.000 espectadores          | Asistencia: 25.000 espectadores |

## Campeón
|                            |
| Bandera de Kuwait          |
| Campeón Kuwait 1.er título |

## Posiciones finales
| Equipo | Equipo                 | Pts | PJ | PG | PE | PP | GF | GC | Dif | Rend  |
| ------ | ---------------------- | --- | -- | -- | -- | -- | -- | -- | --- | ----- |
| 1      | Kuwait                 | 9   | 6  | 4  | 1  | 1  | 13 | 6  | +7  | 75,0% |
| 2      | Corea del Sur          | 9   | 6  | 4  | 1  | 1  | 12 | 6  | +6  | 75,0% |
| 3      | Irán                   | 8   | 6  | 3  | 2  | 1  | 16 | 6  | +10 | 66,6% |
| 4      | Corea del Norte        | 6   | 6  | 3  | 0  | 3  | 10 | 12 | -2  | 50,0% |
| 5      | Siria                  | 5   | 4  | 2  | 1  | 1  | 3  | 2  | +1  | 62,5% |
| 6      | Malasia                | 4   | 4  | 1  | 2  | 1  | 5  | 5  | 0   | 50,0% |
| 7      | China                  | 3   | 4  | 1  | 1  | 2  | 9  | 5  | +4  | 37,5% |
| 8      | Catar                  | 3   | 4  | 1  | 1  | 2  | 3  | 8  | -5  | 37,5% |
| 9      | Emiratos Árabes Unidos | 1   | 4  | 0  | 1  | 3  | 3  | 9  | -6  | 12,5% |
| 10     | Bangladés              | 0   | 4  | 0  | 0  | 4  | 2  | 17 | -15 | 0,0%  |

## Goleadores
7 goles
- Choi Soon-ho
- Behtash Fariba

5 goles
- Faisal Al-Dakhil

4 goles
- Jasem Yaqoub
- Xu Yonglai

3 goles
- Shen Xiangfu
- Hossein Faraki
- Chung Hae-won

2 goles
- Abdolreza Barzegari
- Hamid Alidousti
- Saad Al-Houti
- Tukamin Bahari
- Zulkifli Hamzah
- Choi Jae-pil
- Kim Bok-man
- Pak Jong-hun
- Mansoor Muftah
- Jamal Keshek
- Ahmed Chombi

1 gol
- Ashraf Uddin Ahmed Chunnu
- Kazi Salahuddin
- Chen Jingang
- Li Fubao
- Hassan Rowshan
- Iraj Danaeifard
- Abdulaziz Al-Anberi
- Fathi Kameel
- Abdah Alif
- Kim Gwan-Mo
- Kim Gwang-Un
- Hwang Sang-hoi
- Kim Jong-man
- Shukor Salleh
- Hwang Seok-keun
- Lee Jung-il
- Jawdat Suleiman
- Ghanem Al-Hajri

## Equipo del Torneo
| Portero       | Defensas                                                 | Centrocampistas                                 | Delanteros                                 |
| ------------- | -------------------------------------------------------- | ----------------------------------------------- | ------------------------------------------ |
| Nasser Hejazi | Naeem Saad Soh Chin Aun Mahboub Juma'a Mehdi Dinvarzadeh | Abdolreza Barzegari Saad Al-Houti Lee Young-moo | Choi Soon-ho Faisal Al-Dakhil Jasem Yaqoub |